# Syntheta extima
Syntheta extima är en fjärilsart som beskrevs av Walker 1857. Syntheta extima ingår i släktet Syntheta och familjen nattflyn. Inga underarter finns listade i Catalogue of Life.